# Узконадкрылка толстоногая
Узконадкрылка толстоногая(лат. Oedemera podagrariae) — вид жуков-узконадкрылок.

## Описание
Жук длиной 8—13 мм. Ноги жёлтого цвета, вершина задних бёдер, у самцов часто и голени черноватые. Переднеспинка у самцов тёмно-бронзово-зелёная, у самок же жёлтая. Наружная жилка надкрылий не сливается с боковым краем.

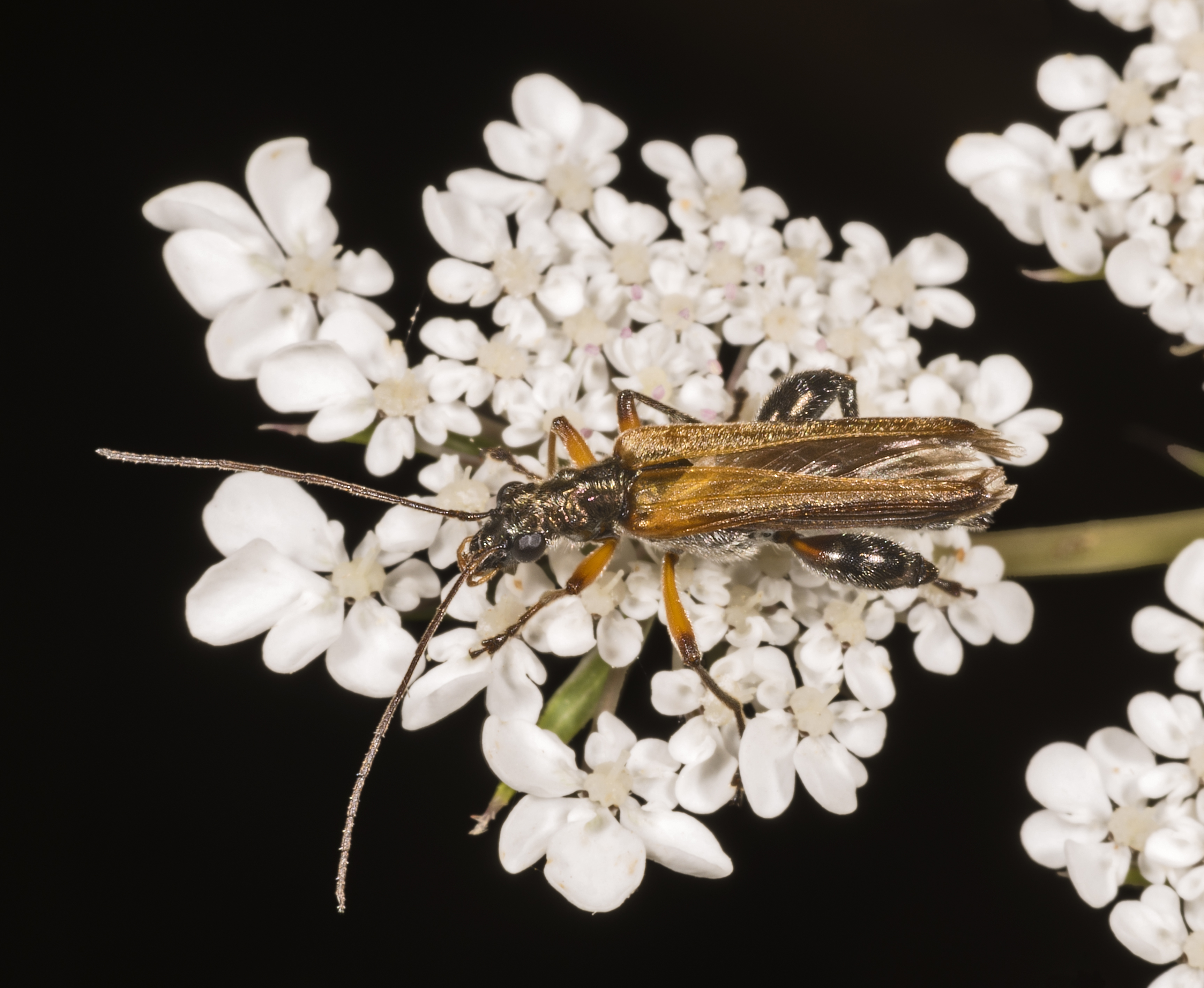
♂
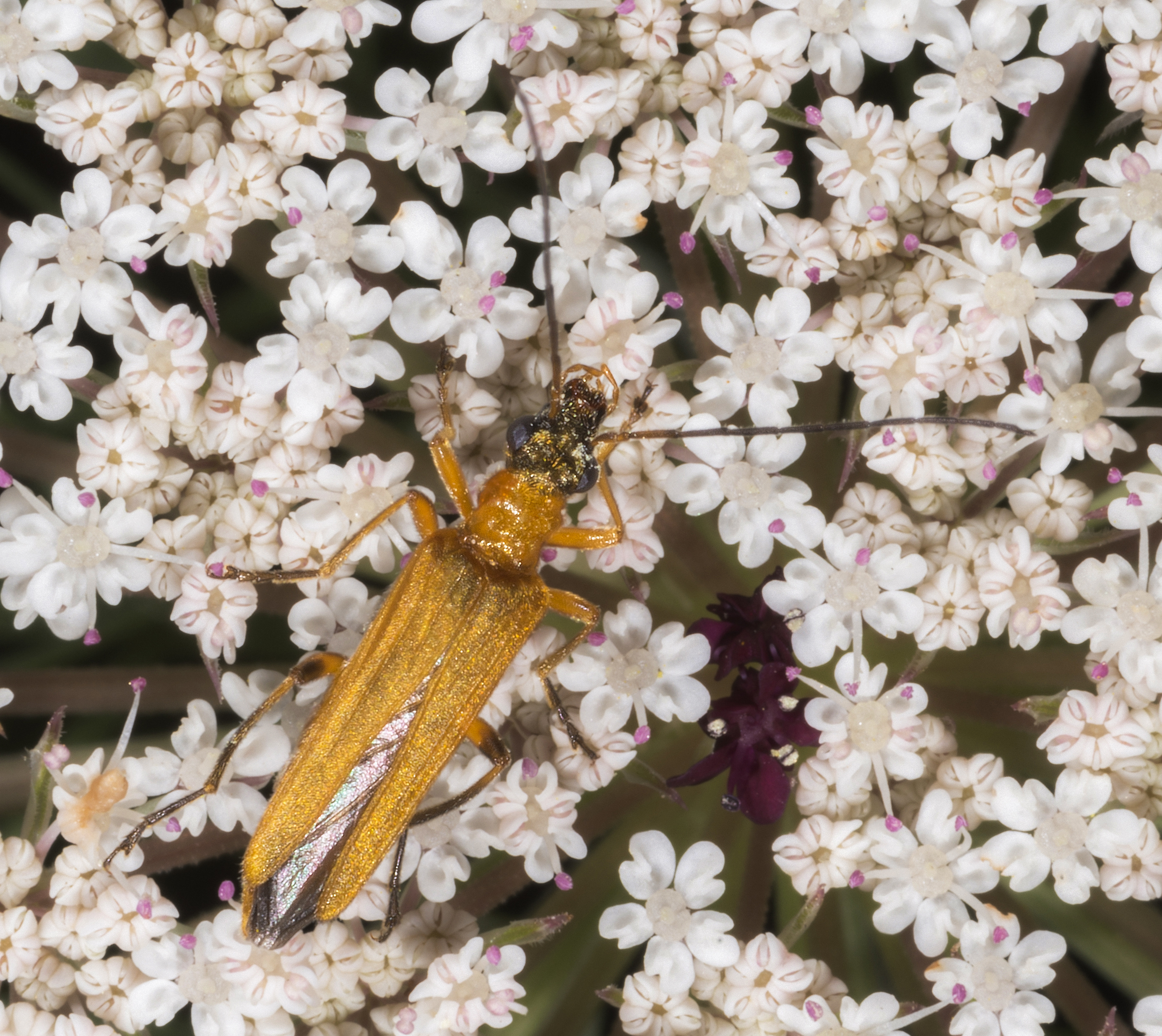
♀

## Вариации
- Oedemera podagrariae var. femoralis Seidl.
- Oedemera podagrariae var. flavicrus Saidl.
- Oedemera podagrariae var. obscura Ganglbauer
- Oedemera podagrariae var. schmidti Gemminger
- Oedemera podagrariae var. sericans Mulsant

## Распространение
Встречается по всей Европе. На север проникает до юга Скандинавии. Известен в Турции и на Кавказе.